# Gesiella jameensis
Gesiella jameensis är en ringmaskart som först beskrevs av Hartmann-Schröder 1974.  Gesiella jameensis ingår i släktet Gesiella och familjen Polynoidae. Inga underarter finns listade i Catalogue of Life.